# Hildegard Nissen
Hildegard Nissen (Hildegard Hansen „Hilde“ Nissen; * 6. Mai 1921 in Frankfurt am Main; † 4. November 2015 in Kopenhagen) war eine dänische Sprinterin.
Bei den Europameisterschaften 1946 in Oslo schied sie über 100 und 200 Meter im Vorlauf aus.
1948 wurde sie bei den Olympischen Spielen in London Fünfte in der 4-mal-100-Meter-Staffel.
Zweimal wurde sie Dänische Meisterin über 200 Meter (1945, 1946) und einmal über 100 Meter (1946).

## Persönliche Bestzeiten
- 100 m: 12,3 s, 1948
- 200 m: 26,0 s, 1948